# Plynoides
Plynoides is een geslacht van wantsen uit de familie van de Reduviidae (Roofwantsen). Het geslacht werd voor het eerst wetenschappelijk beschreven door Henri Schouteden in 1931.

## Soorten
Het genus bevat de volgende soorten:

- Plynoides becqueti Schouteden, 1952
- Plynoides benoiti Schouteden, 1952
- Plynoides breddini (Varela, 1904)
- Plynoides bredoi Schouteden, 1931
- Plynoides collarti Schouteden, 1931
- Plynoides heghi Schouteden, 1952
- Plynoides ornatus Villiers, 1959
- Plynoides pallidus Villiers, 1959